# Studyplus
Studyplus（スタディプラス）は、スタディプラス株式会社（Studyplus Inc.）が提供する学習管理サービスである。

## 概要
2012年3月28日にリリース。それに伴い「株式会社クラウドスタディ」から「スタディプラス株式会社」へと商号を変更している。
2018年にはグッドデザイン賞を受賞した。
Studyplusの総ユーザー数は450万人超、大学進学希望の高校3年生60万人のうち30万人以上が毎年利用しているとしている。